# Toundra du Moyen-Arctique
Localisation
La toundra du Moyen-Arctique (Middle Arctic tundra) est une écorégion terrestre nord-américaine du type toundra du World Wildlife Fund

## Répartition
La toundra du Moyen-Arctique s'étend de l'Île Banks à l'ouest jusqu'à la pointe est de la Terre de Baffin et le Nord-du-Québec (Nunavik).

## Climat
La température estivale moyenne varie entre 0,5⁰C et 4,5⁰C.  La température hivernale moyenne varie entre -30⁰C dans le nord-ouest et -20⁰C dans la Péninsule d'Ungava.  Les précipitations annuelles oscillent entre 100 et 200 mm.  La neige couvre le sol 10 mois par année.  Le pergélisol, ininterrompu sur tout le territoire, peut atteindre plusieurs centaines de mètres de profondeur. 

## Caractéristiques biologiques

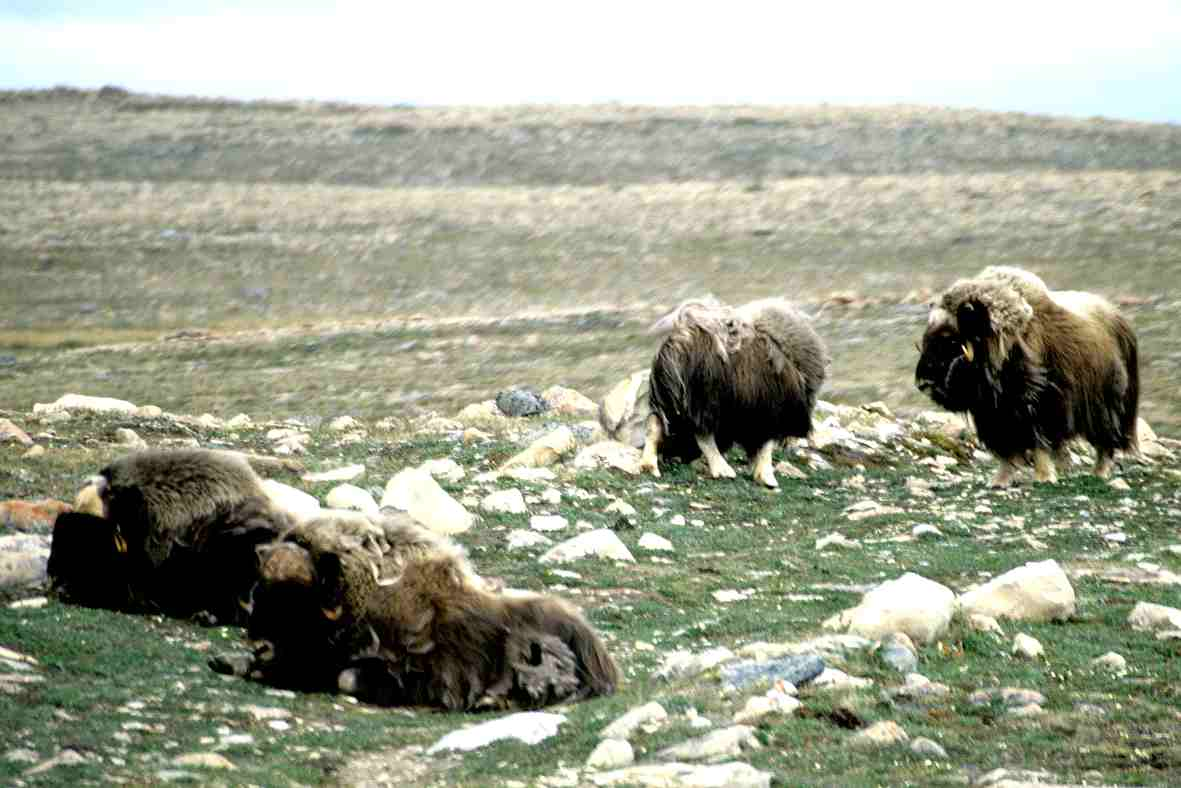
Exemple visuel de Caractéristiques biologiques.photo prise au Canada.

Les vents forts, le climat rigoureux, la terre pauvre et peu profonde ne permettent que la croissance d'une végétation éparse et rabougrie.  Les basses terres près des côtes, les vallées abritées et humides, et les rives fertiles des cours d'eau sont généralement colonisées par une végétation plus abondante.  La strate arbustive se compose entre autres de saules, de bouleaux et d'aulnes.  La taille des arbustes diminue rapidement à mesure que l'on se dirige vers le nord.  Près du sol, la végétation dominante se compose notamment de lichens, de saxifrages et de dryas.  
La toundra du Moyen-Arctique abrite 80 % de la population mondiale de bœufs musqués ainsi que des populations de caribou insulaires, proches du caribou de Peary, mais dont la taxonomie n'a pas encore été clarifiée. On y trouve également plusieurs zones de reproduction importantes pour l'ours polaire. 

## Conservation

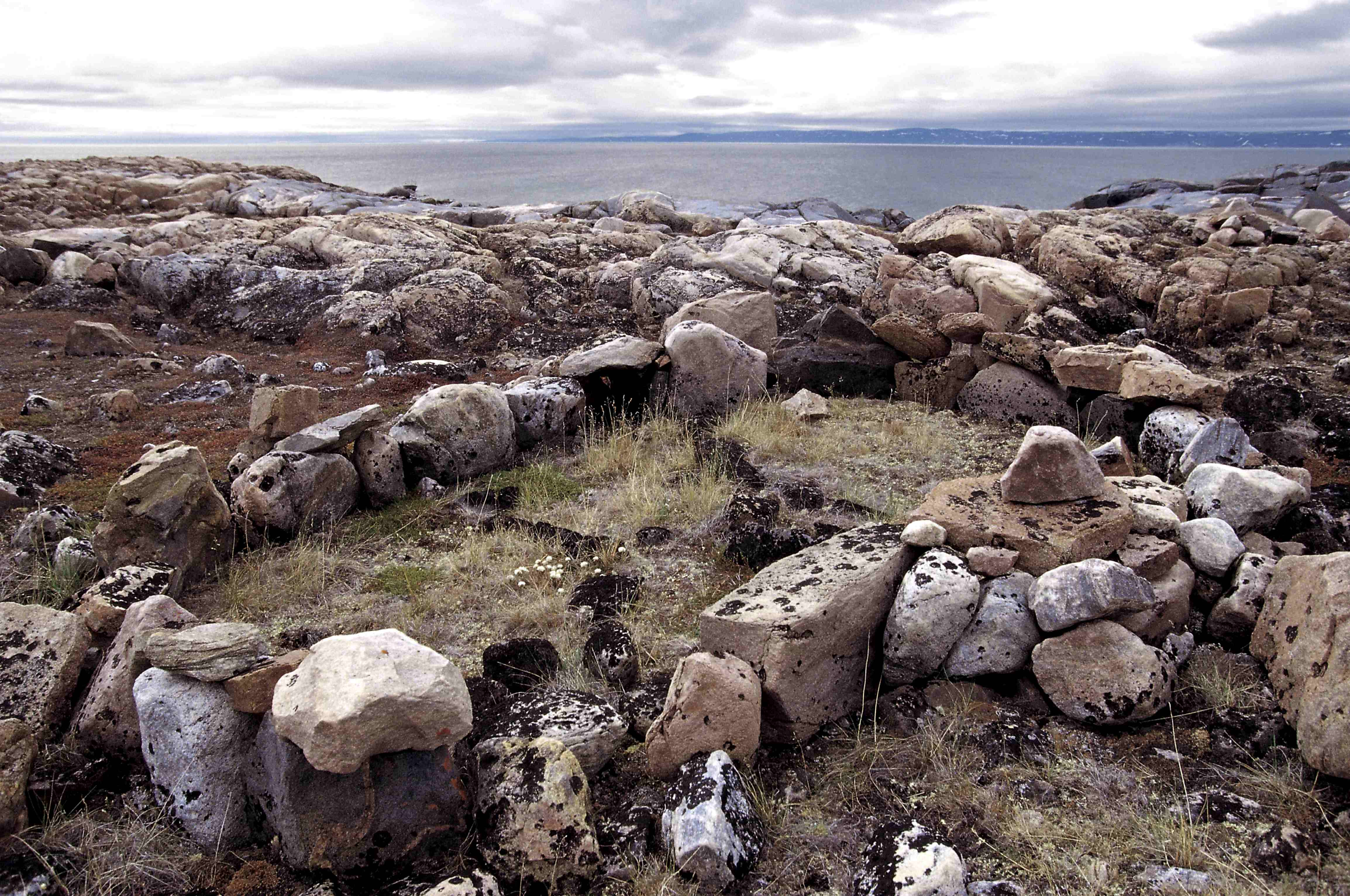
Vestige d'une qarmaq, culture de Thulé, parc national Ukkusiksalik, Nunavut.

On estime que 95 % de cette écorégion est encore intacte. 